# 11856 Nicolabonev
11856 Nicolabonev eller 1988 RM8 är en asteroid i huvudbältet som upptäcktes den 11 september 1988 av de båda bulgariska astronomerna Vladimir Sjkodrov och Violeta G. Ivanova vid Rozhen-observatoriet. Den är uppkallad efter astronomen Nicola Bonev.
Asteroiden har en diameter på ungefär 5 kilometer.